# Andrew Harvey
Andrew Charles Harvey (* 10. September 1947 in Cottingham, Yorkshire, Vereinigtes Königreich) ist ein britischer Wirtschaftswissenschaftler und Hochschullehrer.

## Werdegang, Forschung und Lehre
Harvey studierte zunächst an der University of York, wo er als Bachelor of Arts graduierte. Anschließend wechselte er an die London School of Economics and Political Science (LSE), um dort seinen Master of Science abzulegen. Zwischen 1984 und 1996 war Harvey Professor für Ökonometrie an der LSE. Anschließend folgte er einem Ruf der University of Cambridge auf den dortigen Lehrstuhl für Ökonometrie.
Der Schwerpunkt der Arbeit Harveys liegt in der Erforschung von Zeitreihenanalysen im Bereich der Ökonometrie. Er untersucht hierbei insbesondere State-space-Modelle, Signalauskopplungen und zugehörige stochastische Strukturen wie Volatilitäten, Copulas oder Quantile.

## Werke
Die folgende Auflistung gibt von Harvey veröffentlichte Bücher und Monographien wieder, zudem hat er zahlreiche Zeitschriftenartikel und Arbeitspapiere verfasst. Einige seiner Bücher sind mehrfach aufgelegt worden, die Jahreszahl gibt das Ersterscheinungsdatum an.
- The Econometric Analysis of Time Series (1981)
- Time Series Models (1981)
- Forecasting. Structural Time Series Models and the Kalman Filter (1989)